# ジョン・ロイド・スティーヴンズ

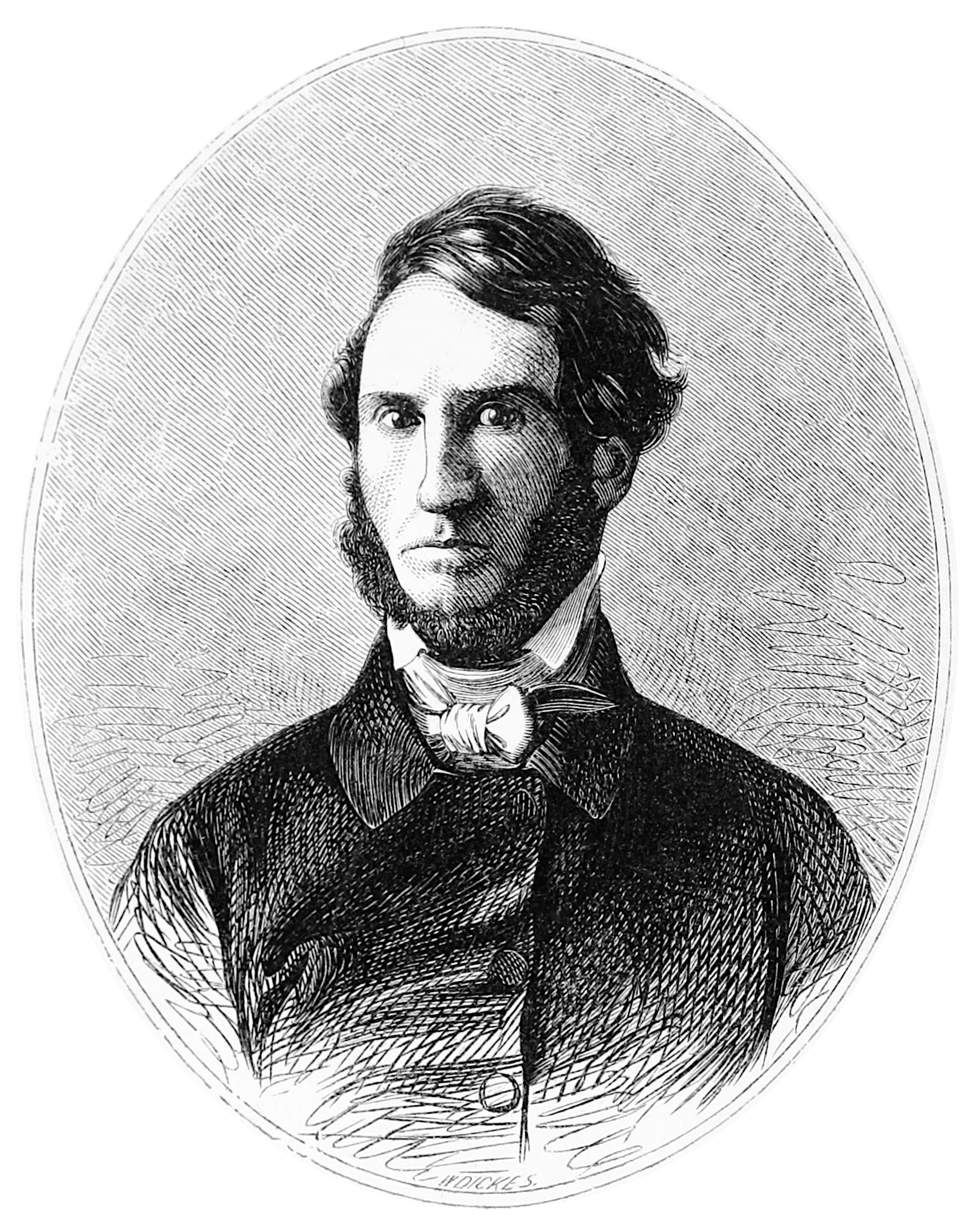
『中米・チアパス・ユカタンの旅』1854年版に載せられた肖像

ジョン・ロイド・スティーヴンズ（John Lloyd Stephens、1805年11月28日 - 1852年10月10日）は、アメリカ合衆国の紀行作家、探検家。マヤ遺跡について詳細に記述し、「マヤ研究の父」と呼ばれる。

## 生涯

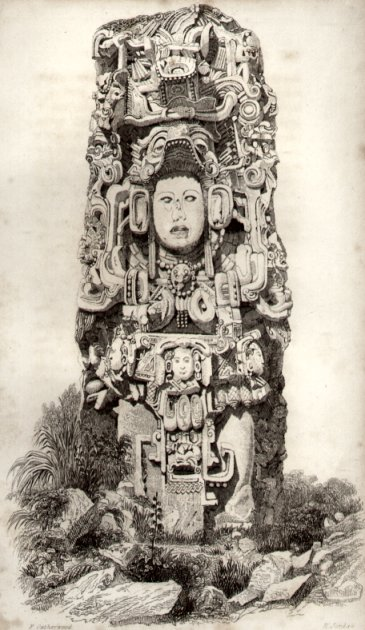
コパンの石像（キャザーウッド画）

スティーヴンズはニュージャージー州シュルーズベリーに生まれた。ニューヨークで8年間弁護士の職についていたが、1834年から病気療養のためにヨーロッパ各地を旅行し、1835年に『American Monthly Magazine』に旅行記を連載した。1836年にはエジプトとペトラを旅行し、その旅行記が大ヒットした。ヨーロッパ旅行記も1838年に出版された。
1839年にスティーヴンズはアメリカ合衆国の外交官として中央アメリカにわたった。マーティン・ヴァン・ビューレン大統領の依頼によって中央アメリカの有力者を探して合衆国側につけるという使命を帯びていたが、この仕事は簡単にすませ、あとは旅行に費した。イギリスの画家フレデリック・キャザーウッドとともにコパンとパレンケを旅行し、ついでユカタン半島に渡ってウシュマルを訪れた。中央アメリカ旅行記は1841年に出版され、前作以上のベストセラーになった。
スティーヴンズとキャザーウッドは再びユカタン半島を訪れ、ウシュマルのほかにカバー、トゥルムなどの、それまで知られていなかった遺跡を発見した。チチェン・イッツァでは建築様式がトルテカの影響を受けていることに注目し、球戯場があることにも気づいた。ユカタン旅行記は1843年に出版され、やはり好評を博した。
その後スティーヴンズはパナマ地峡鉄道の建設にかかわり、パナマ鉄道会社の副社長、のちに社長をつとめた。しかし、1852年にパナマでマラリアに罹患して重体になり、ニューヨークに帰ったものの、その年のうちに没した。

## 著書
- Incidents of Travel in Egypt, Arabia Petraea, and the Holy Land. Harper and Brothers. (1837)
- Incidents of Travel in Greece, Turkey, Russia, and Poland. Harper and Brothers. (1838) 巻1 巻2
- Incidents of Travel in Central America, Chiapas and Yucatan. Harper and Brothers / John Murray. (1841) 巻1 巻2
  - 日本語訳：児嶋桂子 訳『中米・チアパス・ユカタンの旅：マヤ遺跡探索行1839～40』人文書院、2010年。（2冊）
- Incidents of Travel in Yucatan. Harper and Brothers / John Murray. (1843) 巻1 巻2

## 評価・影響
スティーヴンズのマヤ遺跡に対する考えは、後世の多くの学者よりもかえって正確な所が多かった。マヤの遺跡を現在のマヤ人の祖先が作ったものであると正しく推測していたし、マヤ遺跡を何千年も前のものとするような突飛な考えももたなかった。また、1843年の本は現地の学者ピオ・ペレスによる年代記を含んでおり、マヤ暦の日付の現地名が載せられている。
スティーヴンズの著書は、当時の末日聖徒イエス・キリスト教会にも影響を与えたらしい。マイケル・D・コウによると、『モルモン書』（オムナイ書第1章）にニーファイ人を率いて海を渡ったモーサヤがまずゼラヘムラの地を治めたとしているが、ジョセフ・スミス・ジュニアはスティーヴンズの本からの抜粋を教会の新聞である『タイムズ・アンド・シーズンズ』に載せ、注釈を加えてゼラヘムラがグアテマラ（当時はチアパス州を含む）であり、パレンケはニーファイ人によって作られたと説明した。